# David McLean (calciatore 1890)
David McLean (Forfar, 13 dicembre 1890 – Forfar, 23 dicembre 1967) è stato un calciatore scozzese, di ruolo attaccante.

## Carriera
Iniziò la carriera in patria, vincendo con il Celtic la Glasgow Cup nel 1907 e il campionato scozzese nel 1909. Giocò poi nel campionato inglese con Preston North End, Sheffield Wednesday e Bradford. Fu capocannoniere della massima serie inglese nel 1912 (a pari merito  con Harry Hampton e George Holley) e nel 1913.

## Palmarès

### Club

#### Competizioni nazionali
- Campionato scozzese: 2

Celtic: 1907-1908, 1908-1909
- Coppa di Scozia: 1

Celtic: 1907-1908